# Amt Kastellaun (Sponheim)

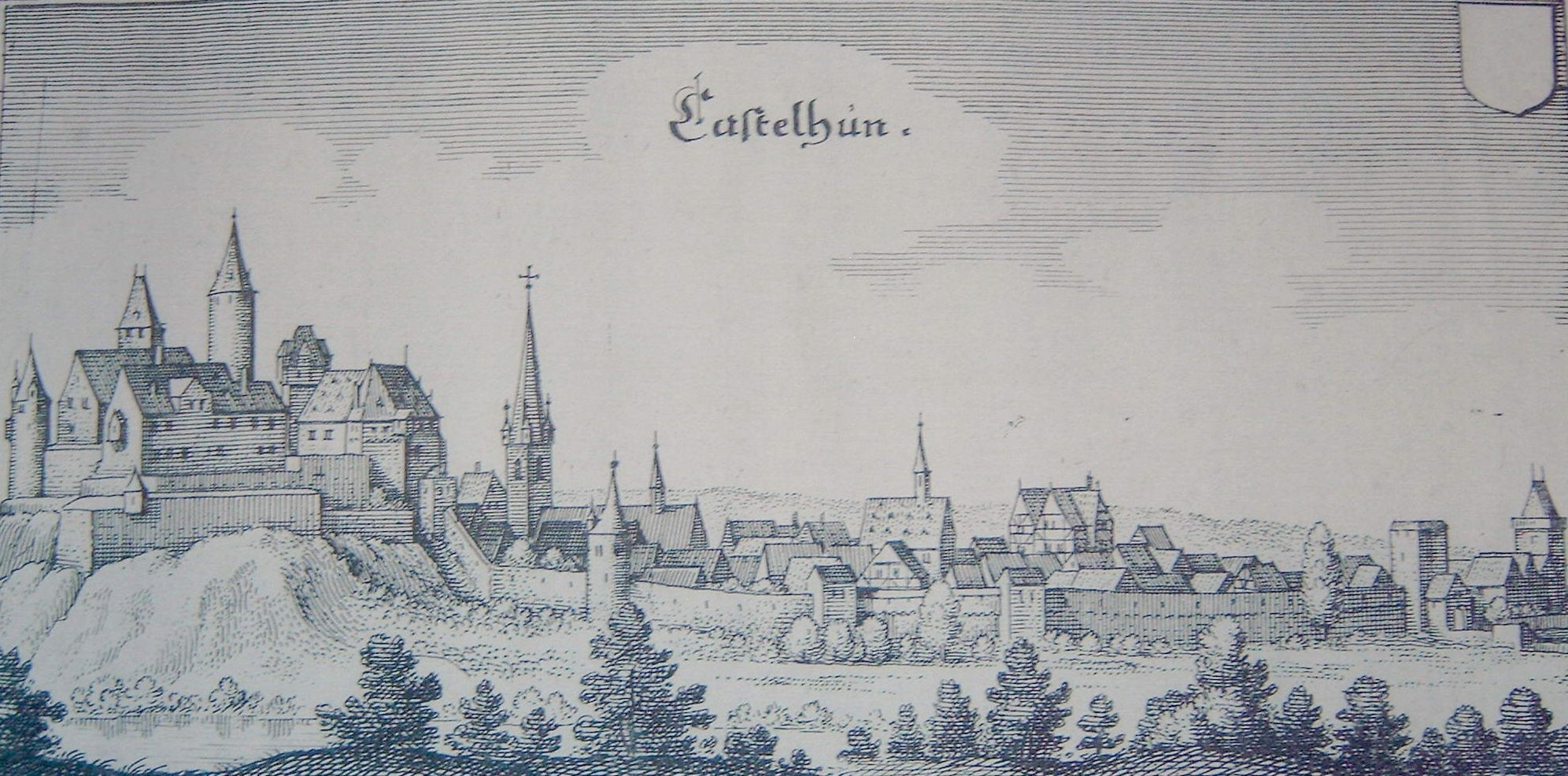
Mittelalterliche Ansicht von Kastellaun

Das Amt Kastellaun, zeitweise auch Oberamt Kastellaun genannt, war ein Verwaltungs- und Gerichtsbezirk, der zur Hinteren Grafschaft Sponheim gehörte und vom Spätmittelalter bis zum Ende des 18. Jahrhunderts bestand. Haserich, Mörsdorf und Panzweiler liegen im heutigen Landkreis Cochem-Zell, alle übrigen im Rhein-Hunsrück-Kreis in Rheinland-Pfalz.

## Geschichte
Das Amt Kastellaun stand, so wie die gesamte Hintere Grafschaft, bis zum Teilungsvertrag von 1776 unter der gemeinsamen Herrschaft des Markgrafen von Baden und des Herzogs von Pfalz-Zweibrücken. Bei der Aufteilung der Hinteren Grafschaft erhielt Herzog Karl II. von Pfalz-Zweibrücken (1746–1795) unter anderem das Amt Kastellaun und den sponheimischen Teil des sogenannten Dreiherrischen Gebiets auf dem Hunsrück. Nach der Einnahme des Linken Rheinufers durch französische Revolutionstruppen (1794) entstand 1798 im Saardepartement der Kanton Kastellaun, dessen Gebietsstand jedoch nicht identisch mit dem des vorherigen sponheimischen Amtes war. Aufgrund der auf dem Wiener Kongress (1815) getroffenen Vereinbarungen kam das gesamte Gebiet des vorherigen Amtes Kastellaun 1815 zum Königreich Preußen.

## Verwaltungsgliederung
Nach dem Stand von 1790 gliederte sich das Amt Kastellaun in die Stadt Kastellaun, zu der auch einige umliegenden Dörfer gehörten, sowie fünf „Pflegen“. Unter Pflege war ein Verwaltungs- und Gerichtsbezirk zu verstehen, dem ein Pfleger vorstand. Die Leibeigenen wurden „Pflegeleute“ genannt.
Kastellaun, innere und äussere Bürgerschaft
- Stadt Kastellaun (innere Bürgerschaft)
- Bell
- Gödenroth
- Roth
- Spesenroth
- Uhler
- Wohnroth

Im Amt Kastellaun gab es innere und äussere Bürger sowie Pflegeleute. Die in den umliegenden Dörfern lebenden äusseren Bürger hatten dieselben Pflichten und Rechte wie die in der Stadt Kastellaun wohnenden inneren Bürger und unterstanden auch dem Stadtgericht.
Leidenecker Pflege
- Krastel
- Leideneck
- Völkenroth

Die Leidenecker Pflege hatte kein eigenes Gericht, die Niedere Gerichtsbarkeit über die Pflegeleute wurde vom Amtsgericht wahrgenommen.
Hasselbacher Pflege
- Alterkülz
- Hasselbach
- Hundheim
- Michelbach
- Neuerkirch (jenseits der Külz)

Die Hasselbacher Pflege hatte kein eigenes Gericht, die Niedere Gerichtsbarkeit über die Pflegeleute wurde vom Amtsgericht wahrgenommen.
Heyweiler Pflege
- Heyweiler
- Schnellbach
- Wald Löhe

Die Heyweiler Pflege hatte ihre eigene Gerichtsbarkeit.
Der Distrikt Schnellbach war teilweise strittig mit dem Grafen Waldbott von Bassenheim, der ihn in seine reichsritterschaftliche Herrschaft Sevenich ziehen wollte.
Hirtische Pflege
- Buch
- Mörsdorf
- Mörz

Die Hirtische Pflege hatte ihre eigene Gerichtsbarkeit.
Die Ortschaften Buch, Mörsdorf, Mörz und Uhler gehörten bis 1780 zum Gericht Beltheim im dreiherrischen Gebiet auf dem Hunsrück.
Panzweiler Pflege
- Haserich
- Panzweiler

Die Panzweiler Pflege hatte ihre eigene Gerichtsbarkeit.
Zur Panzweiler Pflege gehörten noch Sponheimische Leibeigene in Blankenrath (15 Familien im Jahr 1790), Löffelscheid (10 Familien), Peterswald (10 Familien) und Reidenhausen (24 Familien).